# Laemophloeus biguttatus
Laemophloeus biguttatus är en skalbaggsart som först beskrevs av Thomas Say 1827.  Laemophloeus biguttatus ingår i släktet Laemophloeus och familjen ritsplattbaggar. Inga underarter finns listade i Catalogue of Life.